# Muszkieterowie gwardii

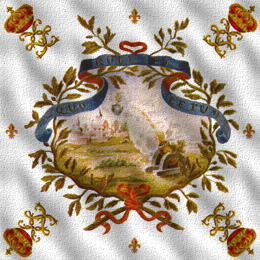
Sztandar pierwszej kompanii muszkieterów gwardii z 1715 roku

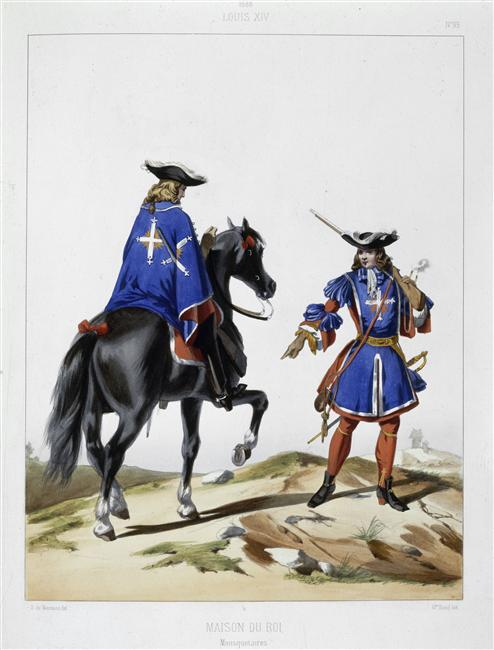
Muszkieterowie w XVII wieku

Muszkieterowie gwardii (fr. Mousquetaires de la garde) – francuska formacja wojskowa, będąca gwardią przyboczną króla Francji. Formacja ta podobnie jak dragoni mogła walczyć jako lekka kawaleria albo piechota. Spopularyzował ją Aleksander Dumas, autor powieści Trzej muszkieterowie.
Formacja ta była też nazywana: Muszkieterzy królewscy (fr. Mousquetaires du roi), choć jej pełna oficjalna nazwa brzmiała Les mousquetaires de la maison militaire du roi de France.

## Historia

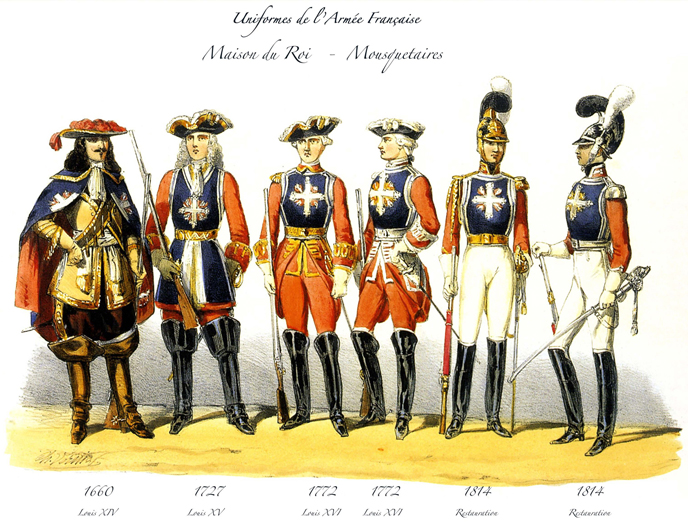
Mundury królewskich muszkieterów gwardii w latach 1660-1814

Formacja muszkieterów została utworzona w 1622 roku. Wtedy to król Ludwik XIII wyposażył istniejącą już kompanię lekkiej kawalerii w muszkiety. Nowa formacja mogła w zależności od potrzeby walczyć jako lekka kawaleria albo jako piechota. Pod tym względem przypominała dragonów. Jednak jej głównym zadaniem była ochrona osoby monarchy, zwłaszcza kiedy znajdował się poza królewską rezydencją.
Krótko po utworzeniu kompanii muszkieterów powstała druga podobna kompania sformowana przez kardynała Richelieu, która pełniła te same funkcję co muszkieterzy królewscy w stosunku do osoby kardynała. Po śmierci Richelieu w 1642 roku oddział odziedziczył jego następca - kardynał Mazarin, który rozwiązał tę formację w 1646 roku. W 1657 roku zdecydował się jednak na jej odtworzenie w liczbie 150 żołnierzy. Po jego śmierci kardynalscy muszkieterowie przeszli pod komendę króla Ludwika XIV i dołączyli do muszkieterów królewskich. W 1664 roku w wyniku reformy muszkieterów podzielono na dwa oddziały. Jeden z nich nazwano szarzy muszkieterowie (fr. "mousquetaires gris"), a drugi czarni muszkieterowie ("mousquetaires noirs"). Nazwy wzięły się od koloru koni, których dosiadali. W tym samym czasie ich liczbę podwojono. 
Formacja muszkieterów w tym okresie uważana była za jeden z najbardziej prestiżowych oddziałów wojska francuskiego. Mogły w niej służyć jedynie osoby pochodzenia szlacheckiego. Służba w tej formacji mogła zapewnić w przyszłości dużą karierę żołnierzowi.
W 1776 roku król Ludwik XVI zdecydował się na likwidację formacji muszkieterów ze względów finansowych. W 1789 roku odtworzono ją na krótko przed rewolucją, by następnie znowu ją rozwiązać. 6 stycznia 1814 roku ponownie odtworzono formację muszkieterów, by ostatecznie zlikwidować ją 1 stycznia 1816 roku.

## Nawiązania w kulturze
Formacja została spopularyzowana przez Aleksandra Dumasa, autora cyklu powieści Trzej muszkieterowie, Dwadzieścia lat później i Wicehrabia de Bragelonne. Główni bohaterowie tych utworów są właśnie królewskimi muszkieterami. Powieści te, a zwłaszcza pierwsza z nich, były wielokrotnie adaptowane na potrzeby filmu.